# Manderscheid (Arzfeld)
Manderscheid is een gemeente (Ortgemeinde) van de Verbandsgemeinde Arzfeld in de Eifel in Rijnland-Palts. Er zijn 58 inwoners op 424 hectare.
Verbandsvrije stad:  Bitburg